# Phytomyza hyaloposthia
Phytomyza hyaloposthia är en tvåvingeart som beskrevs av Mitsuhiro Sasakawa 1986. Phytomyza hyaloposthia ingår i släktet Phytomyza och familjen minerarflugor. Inga underarter finns listade i Catalogue of Life.